# Detlev Blanke
Detlev Blanke (30 de maig de 1941 – 20 d'agost de 2016) va ser un filòleg i esperantista alemany.

## Biografia
Després de completar els seus estudis universitaris, Detlev Blanke va treballar a un institut com a mestre d'alemany i geografia. Es va doctorar a la Universitat Humboldt de Berlín el 1976 amb una tesi que comparava la construcció de mots en esperanto i en alemany. El 1985 va aconseguir la seva habilitació amb una segona tesi sobre llengües construïdes i des del 1988 va ser professor honorari d'interlingüística a la universitat Humboldt. De 1991 a 2016 va ser el responsable de Gesellschaft für Interlinguistik (Associació d'Interlingüística) i l'editor del seu butlletí Interlinguistische Informationen. Detlev Blanke i la seva dona, Wera Blanke, es van interessar especialment per l'evolució de les llengües i en concret pel desenvolupament de la terminologia per a l'esperanto, així com per diferents qüestions de sociolingüística.
Detlev Blanke va aprendre la llengua auxiliar internacional esperanto de forma autodidacta el 1957. Entre 1968 i 1990 va ser el secretari del Centra Laborrondo de Esperanto-Amikoj, un centre estatal que formava part de l'Associació Cultural d'Alemanya de l'Est (Deutsche Kulturbund). El 1981 el grup esdevendria una part de la nova Esperanto-Asocio de GDR. De 1970 a 1990 Blanke va ser també l'editor del butlletí d'aqueses organitzacions, Der Esperantista. El 1991 els esperantistes de l'Alemanya de l'Est van passar a formar part de la Germana Esperanto-Asocio, que fins a aquell moment havia operat només a Alemanya De l'oest.

## Obres

### Originals en esperanto
- Ĉu lingvopolitikon por Esperanto?
- La "Enciklopedia vortaro" de Eugen Wüster
- "Esperanto" Unŭ "Internacia Lingvo (ILo)": kiel nomi la lingvon?
- Esperanto kaj lingvistiko: sciencpolitikaj aspektoj
- Esperanto kiel faklingvo: elekta bibliografio
- Eugen Wüster, la planlingvoj kaj la "naturalisma skolo"
- La gazeto "Völkerspiegel"
- Kelkaj problemoj de la vortfarado de la germana lingvo kaj de Esperanto: Motivado de la signifo de Esperantaj vortoj
- Konfronta komparo de Esperanto kaj la germana lingvo
- Konfronta lingvistika komparo de etnolingvo kaj planlingvo
- Lingvoplanado en planlingvo: La esperantologio, ĉu priskriba unŭ preskriba scienco?
- La lingvoscienco kaj planlingvoj: Interlingvistiko kaj interlingvistikaj esploroj
- La malnovaj lingvoj kaj la problemo de internacia monda helplingvo
- Notoj (Entrevista amb el lingüista francès André Martinet)
- Pazigrafioj: La Esperanto-movado kaj sciencaj esploroj
- Planlingvaj projektoj kaj la planlingvo Esperanto: La antikvaj lingvoj kaj la problemo de internacia lingvo
- Pri Esperanto kaj interlingvistikaj aranĝoj en germanaj universitatoj: kaj pri kelkaj lastatempaj spertoj el Humboldt-Universitato
- Pri kio verkas esperantologoj kaj kie trovi iliajn publicaĵojn?
- Pri la aktuala stato de interlingvistiko: kelkaj teoriaj kaj scienc-organizaj problemoj
- Pri la "interna ideo" de Esperanto
- Pri la leksikografio de kelkaj planlingvoj: tipologia kaj bibliografia skizo
- Pri la stato de la internacia aplikado de Esperanto: Jubilea kongreso en Kopenhago
- Pri la termino planlingvo
- Pri la verbkonstruo en la germana lingvo kaj en Esperanto: kompara skizo
- Resumo kaj rezultoj de disertacio
- La rolo de la planlingvoj ĉe la evoluo de terminologi-sciencaj konceptoj de Eugen Wüster: omaĝe al la centa datreveno de la naskiĝo de Eugen Wüster

### Traduccions a l'esperanto
- Karl Marx: Manifesto Komunista

### Originals en alemany
- Der Anteil der Arbeiter-Esperantisten bei der Entwicklung der deutsch-sowjetischen Freundschaft En der Zeit der Weimarer Republik
- Einige methodologische Probleme der Geschichtsschreibung über GDREA
- Esperanto als Sprache und Unterrichtsgegenstand
- Esperanto En soziolinguistischer Sicht
- Esperanto und Wissenschaft. Zur Plansprachenproblematik Berlín: Kulturbund der DDR, 1982, 88 pp. (2a edició ampliada, 1986)
- Eugen Wüster und sein "Enzyklopädisches Wörterbuch Esperanto-Deutsch"
- Fachkommunikation En Plansprachen
- Das Glottonym 'Esperanto' als Metapher
- Grundfragen der Entwicklung von Plansprachen - unter besonderer Berücksichtigung des Esperanto
- Interlinguistik En der DDR: eine Bilanz
- Interlinguistik und Plansprachen
- Internationale Kommunikation: Dau Möglichkeiten von Welthilfssprachen
- "Internationale Plansprachen. Eine Einführung" En Sammlung Akademie-Verlag 34. Berlín, 1985, 408 pp., ISSN 0138-550X
- Interlinguistische Beiträge. Zum Wesen und zur Funktion internationaler Plansprachen. Sabine Fiedler, ed. Frankfurt: Peter Lang Verlag, 2006, 405 pp., ISBN 3-631-55024-3
- (Amb Till Dahlenburg): Konversationsbuch Deutsch-Esperanto. Leipzig: Enzyklopädie-Verlag, 1990, 210 pp. ISBN 3-324-00508-6, (2a edició ampliada, 1998, Viena)
- Leibniz und dau Lingua Universalis
- Pasigraphien (Weltschriften): eine Skizze
- "Plansprache und Nationalsprache. Einige Probleme der Wortbildung des Esperanto und des Deutschen En konfrontativer Darstellung" en Linguistische Studien, Sèrie Un, No. 85, Berlín: Acadèmia de Ciències de l'Alemanya de l'Est, 1981, 162 pp. (2n ed., 1982)
- Plansprachen als Fachsprachen
- Plansprachen und europäische Sprachenpolitik
- Plansprachige Wörterbücher